# Kazimierz Malczewski
Kazimierz Malczewski (ur. 5 lutego 1886 w Runowie Krajeńskim koło Wyrzyska, zm. 16 stycznia 1969 w Opolu) – działacz polonijny na Górnym Śląsku, dziennikarz i społecznik, organizator polskiego życia narodowego w II i III Rzeszy oraz w Republice Weimarskiej.

## Życiorys
Pochodził z wielkopolskiej rodziny o korzeniach chłopsko–rzemieślniczych. Uczęszczał do gimnazjum w Nakle i Poznaniu, maturę złożył w Hamburgu, gdzie studiował prawo i ekonomię. W 1913 zamieszkał we Wrocławiu, współtworzył tamtejsze Towarzystwo Gimnastyczne "Sokół", którego został prezesem.
Od 1902 był kurierem w kampanii wyborczej Wojciecha Korfantego – przewoził na Śląsk ulotki i broszury propagandowe.
W 1920 zaangażowany w akcję plebiscytową na Śląsku, został sekretarzem Polskiego Komitetu w Raciborzu. Po podziale Śląska w 1922 pozostał w Niemczech, gdzie współzakładał Polsko-Katolicką Partię Ludową. Członek założyciel i I prezes dzielnicy śląskiej ZPwN (1923–1926).
Kontynuował działalność społeczną – założył i dyrektorował Bankowi Ludowemu w Raciborzu, przyczynił się do powstania spółdzielni polskich w Raciborzu ("Strzecha", "Rolnik", "Ogród"). Zajmował się dziennikarstwem jako redaktor naczelny "Słowa Śląskiego" w Opolu oraz współredaktor "Nowin Codziennych" i "Strzechy". W 1932 zamieszkał w Opolu, założył tam jedyną w III Rzeszy polską księgarnię "Lektor" (przetrwała do 1937).
W czasie II wojny światowej ukrywał się w Jastrzębiu koło Radomia pod nazwiskiem Edgar Maleszewski, walczył w Armii Krajowej.
Po przyłączeniu Śląska Opolskiego do Polski w 1945 był m.in. przewodniczącym tzw. komisji weryfikacyjnej w Opolu. Działał w ZBoWiD, a w 1957 był współorganizatorem Instytutu Śląskiego. Związany z Kościołem katolickim, pracował jako prawnik w kurii biskupiej w Opolu, udzielał się w śląskim Caritasie. W 1965 roku został uhonorowany Śląską Nagrodą im. Juliusza Ligonia. Ku jego czci w Raciborzu na Placu Księżnej Ofki Piastówny, znajduje się tablica upamiętniająca jego pobyt w mieście w latach 1921–1932. Patron jednej z ulic w śródmieściu Opola.
Autor książki "Ze wspomnień śląskich" (Instytut Wydawniczy "PAX", W-wa 1958). Pozostawił po sobie córkę Lutosławę oraz synów Kazimierza i Zdzisława.